# Eesti Vasakpartei
Die Estnische Linkspartei (est.: Eesti Vasakpartei, EVP) war eine estnische politische Partei. Sie wurde am 28. November 1992 als „Estnische Sozialdemokratische Arbeitspartei“ (Eesti Sotsiaaldemokraatlik Tööpartei, ESDTP) gegründet. Den Namen "Linkspartei trug sie ab dem 18. Dezember 2004 bis zu ihrer Auflösung 2008.
Die EVP sah sich in der Tradition der 1920 gegründeten Kommunistischen Partei Estlands, welche von 1940 bis 1991 die estnische Regionalorganisation der KPdSU darstellte. Hierbei fühlte sie sich vor allem dem Erbe einer um nationale Unabhängigkeit und Selbstbestimmung Estlands bemühten Fraktion innerhalb der damaligen KP verbunden.
Anders als ihre Vorgängerpartei besaß die EVP jedoch kein marxistisch-leninistisches Grundsatzprogramm, sondern suchte sich unter den aktuellen Bedingungen europäischer Gesellschaften des 21. Jahrhunderts unter der Formel des Demokratischen Sozialismus neu zu positionieren, ähnlich ihrer deutschen Schwesterpartei Die Linke.
Lediglich 1200 Mitglieder zählend, war ihr politischer Einfluss gering. Bei den Wahlen zum estnischen Parlament 2003 erhielt sie 0,42 % der abgegebenen Stimmen, bei den Parlamentswahlen 2007 nur noch 0,1 %. 
Auf internationaler Ebene war die EVP seit 1995 im Neuen Europäischen Linken Forum (NELF) und seit 2004 in der Europäischen Linkspartei organisiert.
Im Juni 2008 fusionierte die Partei mit der Verfassungspartei, einer Partei der russischen Minderheit in Estland, zur „Estländischen Vereinigten Linkspartei“ (Eestimaa Ühendatud Vasakpartei). Sie trat allerdings bei der Parlamentswahl 2011 nicht mehr an.

## Vorsitzende der Partei
- 1992–1995: Vaino Väljas
- 1995–1996: Hillar Eller
- 1996–2004: Tiit Toomsalu
- 2004–2007: Sirje Kingsepp